# Sudamericano de Rugby 1964
El Sudamericano de Rugby de 1964 tuvo sede por primera vez en Brasil. El 4.º torneo sudamericano lo volvió a ganar el equipo argentino y el seleccionado local al ganarle a Uruguay y al empatar con Chile obtuvo un histórico vicecampeonato, hecho que no ha podido repetir. Los partidos se jugaron en São Paulo en la cancha del São Paulo Athletic Club (SPAC).

## Equipos participantes
- Selección de rugby de Argentina
- Selección de rugby de Brasil
- Selección de rugby de Chile
- Selección de rugby de Uruguay

## Posiciones
| Pos. | Equipo    | Encuentros | Encuentros | Encuentros | Encuentros | Tantos  | Tantos    | Tantos     | Puntos |
| Pos. | Equipo    | jugados    | ganados    | empatados  | perdidos   | a favor | en contra | diferencia | Puntos |
| ---- | --------- | ---------- | ---------- | ---------- | ---------- | ------- | --------- | ---------- | ------ |
| 1    | Argentina | 3          | 3          | 0          | 0          | 85      | 22        | + 63       | 6      |
| 2    | Brasil    | 3          | 1          | 1          | 1          | 39      | 54        | - 15       | 3      |
| 3    | Uruguay   | 3          | 1          | 0          | 2          | 29      | 48        | - 19       | 2      |
| 4    | Chile     | 3          | 0          | 1          | 2          | 32      | 61        | - 29       | 1      |

Nota: Se otorgan 2 puntos al equipo que gane un partido, 1 al que empate, 0 al que pierda

## Resultados[1]

### Primera Fecha
| 15 de agosto | Argentina | 25 - 6 | Uruguay | cancha del SPAC, São Paulo, Brasil                            |  |
|              |           |        |         | Asistencia: 2000 espectadores Árbitro(s): Kenneth Carr Hunter |  |

| 16 de agosto | Brasil | 16 - 16 | Chile | cancha del SPAC, São Paulo, Brasil                    |  |
|              |        |         |       | Asistencia: 2000 espectadores Árbitro(s): A. Camardon |  |

### Segunda Fecha
| 18 de agosto | Uruguay | 15 - 8 | Chile | cancha del SPAC, São Paulo, Brasil |  |
|              |         |        |       | Árbitro(s): Kenneth Carr Hunter    |  |

| 19 de agosto | Argentina | 30 - 8 | Brasil | cancha del SPAC, São Paulo, Brasil |  |
|              |           |        |        | Árbitro(s): Ian Murrie             |  |

### Tercera Fecha
| 22 de agosto | Brasil | 15 - 8 | Uruguay | cancha del SPAC, São Paulo, Brasil |  |
|              |        |        |         | Árbitro(s): Ian Murrie             |  |

| 22 de agosto | Argentina | 30 - 8 | Chile | cancha del SPAC, São Paulo, Brasil |  |
|              |           |        |       | Árbitro(s): Kenneth Carr Hunter    |  |

| Bandera de Argentina |
| Campeón Argentina    |
| Cuarto título        |